# Warner Music Russia
Warner Music Russia (до 2013 года — Gala Records) — советский и российский лейбл. Артистами лейбла являются Дима Билан, МакSим, Егор Крид, Guf, Jah Khalib, Лёша Свик, Gayazovs Brothers, Артем Качер, Артур Пирожков, Кирилл Бледный и другие известные музыканты. Был основан в 1988 году и приостановил свою деятельность в 2022 году после вторжения России на Украину. Является правопреемником российского лейбла Atlantic Records Russia.

## История

### Gala Records (1988—2013)
После принятия 26 мая 1988 года закона «О кооперации в СССР» Борис Цигман и Сергей Кузнецов с друзьями организовали кооператив «Гала», который впоследствии превратился в компанию Gala Records. «Gala Records» стала первой в России частной звукозаписывающей компанией, уже вслед за которой появились «SNC Records», «Sintez Records» и «Студия СОЮЗ».
Несмотря на то, что лейбл работал и с именитыми музыкантами, в основном компания концентрировалась на открытии новых артистов. За 1988—2013 год «Гала» раскрутила множество исполнителей, которые затем стали популярны в России и СНГ, среди них: Комбинация, Car-Man, Сектор Газа, Найк Борзов, Дима Билан, МакSим, Нюша и другие.
С 1993 по 2013 год Gala Records являлась официальным представителем и эксклюзивным дистрибьютором на территории России и стран СНГ британской фирмы EMI Group.
В 2003 году ушёл из жизни Борис Цигман и должность генерального директора перешла к его сыну — Александру Блинову.
По словам Сергея Кузнецова, на 2008 год самым коммерчески успешным проектом лейбла являлась группа «Сектор Газа».

### Warner Music Russia (2013—2022)
Поглощена Warner Music в 2013 году, который реформировал фирму в Warner Music Russia.
В 2016 году Warner Music Russia подписал лицензионное соглашение с компанией «Снегири-музыка», по условиям которого получил эксклюзивные права на цифровую дистрибуцию музыкального каталога, насчитывающего более 1200 композиций.
10 марта 2022 года в связи с вторжением России на Украину головная организация и дистрибьютор Warner Music Group, объявила о приостановлении операций в России, включая инвестиции и развитие проектов, рекламную и маркетинговую деятельность, а также производство всех физических продуктов.
15 марта 2022 года произошло объединение каталогов Atlantic Records Russia и Warner Music Russia. Лейбл Atlantic Records Russia (ex-Zhara Music) был ликвидирован, а его преемником стал Warner Music Russia.

## Дальнейшая деятельность бывших работников WMR
8 апреля 2022 года бывшими топ-менеджерами Warner Music Russia была основан лейбл S&P Digital, а 1 марта 2023 года бывший совладелец Atlantic Records Russia Bahh Tee (Бахтияр Алиев) запустил лейбл Lotus Music.

## Руководство
- Александр Борисович Блинов (Цигман) — генеральный директор Warner Music Russia и SBA Music Publishing (с 2003)[13]
- Ольга Нильсовна Ким — генеральный директор Warner Chappell Russia (с 2003) и Atlantic Records Russia[13] (2021—2022)
- Алик Рафаилович Каспаров — директор ADA Russia (с 2021), директор по маркетингу Warner Music Russia (2013—2020)[14]

Бывшие сотрудники
- Борис Нафталиевич Цигман[15] — генеральный директор (1988—2003)
- Сергей Кузнецов (1988—2009), Сергей Балдин (2007—2014), Вадим Лисица (2014), Сергей Лысак (2016—2022) — A&R
- Арам Даниелян — директор по маркетингу (2020—2022[16])

## Бывшие участники
| Артист             | Настоящее имя                    | Период              |
| ------------------ | -------------------------------- | ------------------- |
| Анжелика Варум     | Мария Юрьевна Варум              | 1990—1996           |
| Лика Стар          | Лика Олеговна Павлова            | 1991—1994           |
| Наталия Гулькина   | Наталия Валерьевна Кляренок      | 1991—1994           |
| Лариса Долина      | Лариса Александровна Кудельман   | 1993—1996           |
| Владимир Асмолов   | Владимир Павлович Савельев       | 1993—1996           |
| Игорь Саруханов    | Игорь Арменович Саруханов        | 1995—1998           |
| Найк Борзов        | Найк Владимирович Борзов         | 1996—1999           |
| Маша Распутина     | Алла Николаевна Агеева           | 1996—1999           |
| Сергей Пенкин      | Сергей Михайлович Пенкин         | 2002—2008           |
| Дима Билан         | Виктор Николаевич Белан          | 2003—2006 2021—2022 |
| МакSим             | Марина Сергеевна Абросимова      | 2005—2014 2021—2022 |
| DJ Smash           | Андрей Леонидович Ширман         | 2007—2010           |
| Инфинити           | Татьяна Бондаренко               | 2007—2016           |
| Инфинити           | Алексей Кутузов                  | 2007—2016           |
| Нюша               | Анна Владимировна Шурочкина      | 2009—2012           |
| Guf                | Алексей Сергеевич Долматов       | 2009—2022           |
| Митя Фомин         | Дмитрий Анатольевич Фомин        | 2010—2013           |
| Дан Балан          | Дан Михаевич Балан               | 2010—2013           |
| Ruslan Nigmatullin | Руслан Каримович Нигматуллин     | 2011—2014           |
| Бьянка             | Татьяна Эдуардовна Липницкая     | 2011—2015           |
| Олег Кензов        | Олег Олегович Кензов             | 2013—2014           |
| Boulevard Depo     | Артём Сергеевич Кулик            | 2014—2022           |
| Дмитрий Колдун     | Дмитрий Александрович Колдун     | 2015—2018           |
| Джиган             | Денис Александрович Устименко    | 2015—2018           |
| Jah Khalib         | Бахтияр Гусейнович Мамедов       | 2016—2022           |
| El'man             | Эльман Эльванович Зейналов       | 2017—2018           |
| OFFMi              | Никита Кириллович Святковский    | 2017—2020           |
| Лёша Свик          | Алексей Игоревич Норкитович      | 2017—2022           |
| Артур Пирожков     | Александр Владимирович Ревва     | 2017—2022           |
| Filatov & Karas    | Дмитрий Филатов                  | 2017—2022           |
| Filatov & Karas    | Алексей Осокин                   | 2017—2022           |
| Maruv              | Анна Борисовна Корсун            | 2018—2021           |
| Grivina            | Дарья Романовна Гривина          | 2018—2021           |
| Gazirovka          | Никита Юрьевич Озеров            | 2018—2021           |
| Big Baby Tape      | Егор Олегович Ракитин            | 2018—2021           |
| Thrill Pill        | Тимур Тофикович Самедов          | 2019—2020           |
| AnDy Darling       | Анастасия Юрьевна Дунаева        | 2019—2020           |
| Saluki             | Арсений Александрович Несатый    | 2019—2022           |
| Егор Крид          | Егор Николаевич Булаткин         | 2019—2022           |
| Lizer              | Арсен Эльдарович Магомадов       | 2019—2022           |
| Tatarka            | Ирина Александровна Смелая       | 2019—2022           |
| Джизус             | Владислав Дмитриевич Кожихов     | 2019—2022           |
| Mezza              | Вячеслав Владиславович Воронцов  | 2019—2022           |
| Gayazovs Brothers  | Ильяс Ихтиярович Гаязов          | 2019—2022           |
| Gayazovs Brothers  | Тимур Ихтиярович Гаязов          | 2019—2022           |
| Ани Лорак          | Каролина Мирославовна Куек       | 2019—2022           |
| Hollyflame         | Владислав Александрович Лапай    | 2019—2022           |
| Фогель             | Роберт Игоревич Черникин         | 2019—2022           |
| Ольга Серябкина    | Ольга Юрьевна Серябкина          | 2020—2021           |
| Молодой Платон     | Платон Викторович Степашин       | 2020—2021           |
| Хасан              | Дмитрий Александрович Хасанов    | 2020—2022           |
| Kurt92             | Константин Александрович Сидоров | 2020—2022           |
| Xarista            | Виктория Владимировна Гуляк      | 2020—2022           |
| Feduk              | Фёдор Андреевич Инсаров          | 2020—2022           |
| Mary Gu            | Мария Вячеславовна Гусарова      | 2020—2022           |
| Amchi              | Артём Эдвартович Амчиславский    | 2020—2022           |
| Экспайн            | Илья Игоревич Попов              | 2020—2022           |
| Геля               | Ангелина Полькина                | 2021—2022           |
| Гречка             | Анастасия Дмитриевна Иванова     | 2021—2022           |
| Basic Boy          | Максим Игоревич Окунев           | 2021—2022           |
| Elbrus             | Эльбрус Этибарович Джанмирзоев   | 2021—2022           |
| Лилая              | Екатерина Олеговна Данилова      | 2021—2022           |
| Jony               | Джахид Афраилович Гусейнли       | 2021—2022           |
| The Limba          | Мухаметали Радикович Ахметжанов  | 2021—2022           |
| Escape             | Артур Эдикович Варданян          | 2021—2022           |
| Idris & Leos       | Идрис Байдуллаевич Мажиев        | 2021—2022           |
| Idris & Leos       | Осман Исмаилович Сусаев          | 2021—2022           |
| Mikaya             | Георгий Зурабиевич Микая         | 2021—2022           |
| Mantuliny          | Софья Сергеевна Мантулина        | 2021—2022           |
| Mantuliny          | Радмира Сергеевна Мантулина      | 2021—2022           |
| Полина Гагарина    | Полина Сергеевна Гагарина        | 2021—2022           |
| Филипп Киркоров    | Филипп Бедросович Киркоров       | 2021—2022           |

| Название           | Лидер                           | Период    |
| ------------------ | ------------------------------- | --------- |
| Комбинация         | Татьяна Геннадиевна Иванова     | 1990—1993 |
| Car-Man            | Сергей Михайлович Лемох         | 1990—1993 |
| Технология         | Леонид Борисович Величковский   | 1991—1994 |
| Сектор Газа        | Юрий Николаевич Клинских        | 1991—2000 |
| Монгол Шуудан      | Валерий Евгеньевич Скородед     | 1995—1998 |
| Квартал            | Артур Вячеславович Пилявин      | 1995—1998 |
| Астероид 517       | Станислав Евгеньевич Чернышевич | 1997—2000 |
| Стрелки            | Юлия Анатольевна Долгашева      | 1997—2000 |
| Bad Balance        | Владислав Вадимович Валов       | 1997—2000 |
| Вопли Видоплясова  | Олег Юрьевич Скрипка            | 1997—2000 |
| Ленинград          | Сергей Владимирович Шнуров      | 1999—2002 |
| Кирпичи            | Василий Владимирович Васильев   | 1999—2008 |
| EX-Сектор Газа     | Игорь Геннадьевич Кущев         | 2000—2004 |
| Markscheider Kunst | Сергей Ефременко                | 2001—2007 |
| Пошлая Молли       | Кирилл Русланович Тимошенко     | 2018—2021 |
| Little Big         | Илья Владимирович Прусикин      | 2018—2022 |
| Cream Soda         | Илья Сергеевич Гадаев           | 2018—2022 |
| Мумий Тролль       | Илья Игоревич Лагутенко         | 2020—2022 |
| Крематорий         | Армен Сергеевич Григорян        | 2020—2022 |
| The Hatters        | Юрий Юрьевич Музыченко          | 2020—2022 |
| Wildways           | Анатолий Анатольевич Борисов    | 2020—2022 |